# AT&T SportsNet
AT&T Sports Networks, LLC (ATTSN) fue un grupo de canales de televisión regionales en los Estados Unidos que posee y opera principalmente AT&T Sports Networks (fundada en 2009, como Liberty Sports Holdings y más tarde DirecTV Sports Networks, LLC). Es propiedad de Warner Bros. Discovery a través de su unidad de deportes. Cada uno de los canales hace transmisiones regionales de eventos deportivos de varios equipos profesionales, universitarios y de escuelas secundarias (con transmisiones típicamente exclusivas de cada red individual, aunque algunas se muestran en más de una red de la marca AT&T dentro del área de mercado designada de un equipo en particular) .
Además de transmitir progragamas relacionados con equipos y conferencias, análisis y programas de debate exclusivos de cada región, la mayoría de las redes (con la excepción actual de AT&T SportsNet Southwest) también transmiten eventos deportivos, documentales y programas de entretenimiento distribuidos a nivel nacional a través de un acuerdo de programación con Bally Sports, que es el sucesor de Fox Sports Networks, un remanente de su propiedad anterior bajo sus anteriores matrices corporativas.
Si bien anteriormente operaban bajo el nombre de FSN, estos cuatro canales se relanzaron bajo la marca Root Sports el 1 de abril de 2011, coincidiendo con el inicio de la temporada regular de las Grandes Ligas de Béisbol. El 14 de julio de 2017, luego de la adquisición de DirecTV por parte de AT&T, las redes (además de Root Sports Northwest, ya que es propiedad mayoritaria de los Seattle Mariners y propiedad minoritaria de Warner Bros. Discovery) fueron rebautizadas como AT&T SportsNet, coincidiendo con la segunda mitad de la temporada 2017 de las Grandes Ligas de Béisbol. Colectivamente, los canales dan servicio a 13 millones de suscriptores de cable y satélite en 22 estados. Las operaciones de control total de AT&T SportsNet se basan en Atlanta, Georgia.
El 24 de febrero de 2023, Warner Bros. Discovery anunció que abandonaría el negocio de RSN. El nombre de AT&T SportsNet ya no se utiliza a partir del 21 de octubre de 2023. SportsNet Pittsburgh sucedió a la filial de Pittsburgh de la red y Space City Home Network sucedió a AT&T SportsNet Southwest. SportsNet Rocky Mountain despidió a todos sus empleados y cerró efectivamente el 6 de octubre de 2023.

## Historia
El 22 de diciembre de 2006, Liberty Media adquirió cuatro redes regionales de Fox Sports: FSN Utah, FSN Pittsburgh, FSN Northwest y FSN Rocky Mountain, como parte de un acuerdo con News Corporation, que intercambió las redes y su participación de control del 38,5% en el proveedor de satélite DirecTV por $550 millones de dólares en efectivo y acciones, a cambio de la participación del 16,3% en News Corporation que había sido propiedad de Liberty. Estas tres filiales de FSN pasaron a formar parte de la división Liberty Entertainment, que también poseía una participación en la Game Show Network.
El 4 de mayo de 2009, DirecTV Group Inc. anunció que se convertiría en parte de Liberty Entertainment y escindiría ciertas propiedades en una compañía separada bajo el nombre de DirecTV, en un acuerdo en el que Liberty aumentaría su participación en DirecTV de una minoría del 48% a un control del 54%, mientras que los propietarios de Liberty, John Malone y su familia, tendrían una participación del 24%. DirecTV luego operaría las cuatro redes afiliadas a FSN adquiridas a través de DirecTV Sports Networks, una nueva división formada el 19 de noviembre de 2009, tras la finalización de la escisión.
En diciembre de 2010, DirecTV anunció que cambiaría el nombre de sus afiliados de FSN colectivamente bajo la marca "Root Sports". La nueva marca se creó para enfatizar las conexiones entre la red y los fanáticos que apoyan apasionadamente ("Root" en inglés significa: "Alentar") a sus equipos locales. La introducción de Root Sports también pretendía significar una forma de independencia de FSN; sin embargo, las redes de Root Sports mantendrían sus afiliaciones actuales con el grupo a través de un acuerdo de programación. La marca Root Sports se introdujo gradualmente en las redes durante el primer trimestre de 2011 y reemplazó oficialmente la marca FSN de los canales (FSN Pittsburgh, FSN Northwest, FSN Rocky Mountain y FSN Utah) el 1 de abril de 2011. El lanzamiento de Root Sports coincidió con el primer fin de semana de la temporada 2011 de las Grandes Ligas de Béisbol, ya que Root Sports posee los derechos de transmisión de todos los equipos de la MLB en sus respectivas regiones.
El 6 de agosto de 2014, DirecTV y AT&T (que estaba en proceso de adquirir DirecTV) adquirieron Comcast SportsNet Houston – a la que anteriormente se le había otorgado una colocación de protección por el Capítulo 11 de la Ley de Quiebras a través de una petición involuntaria presentada por Comcast y NBCUniversal en septiembre de 2013. – como una empresa conjunta 60/40 (con DirecTV como propietario mayoritario). Posteriormente, la red pasó a llamarse Root Sports Southwest el 17 de noviembre de 2014. convirtiéndose en la primera red de Root Sports en no ser una afiliada de Fox Sports Networks renombrada.
En abril de 2016, luego de la finalización de la adquisición de DirecTV por parte de AT&T, DirecTV Sports Networks cambió su nombre a AT&T como AT&T Sports Networks. Después de este anuncio, los canales comenzaron a restar importancia a la marca Root Sports al reemplazar los bugs de su logo con un logotipo de AT&T Sports Networks, restringiendo la marca Root Sports solo a la identificación de la estación. Tres de los canales fueron renombrados como AT&T SportsNet el 14 de julio de 2017, presentando nuevos logotipos y gráficos al aire. Root Sports Northwest adoptó los nuevos gráficos de AT&T SportsNet, pero permanece bajo la marca Root Sports; es la única red del grupo que no es propiedad mayoritaria de AT&T.
Luego de la adquisición de Time Warner por parte de AT&T en 2018, AT&T SportsNet se trasladó a la división WarnerMedia News & Sports en marzo de 2019, junto con la unidad deportiva nacional existente de Time Warner, Turner Sports. La división fue dirigida por el presidente de CNN Jeff Zucker.
En febrero de 2020, el New York Post informó que AT&T había abandonado un plan para vender los canales, después de recibir solo ofertas por más de $500 millones de dólares (en lugar de la valoración de $1 000 millones que la compañía esperaba). En mayo de 2021, se anunció que, en cambio, AT&T vendería la totalidad de WarnerMedia y la contribuiría a una empresa conjunta con Discovery Inc., formando una nueva compañía que luego se anunció como Warner Bros. Discovery. Discovery anunció el 7 de abril de 2022 que Patrick Crumb, presidente de AT&T Sports Networks, informaría al presidente aún por nombrar de Warner Bros. Discovery Sports; Jeff Zucker dejó la empresa tras la finalización de la fusión, pero su sucesor, Chris Licht, solo supervisará CNN. La fusión se completó al día siguiente.